# Blauwe Garde
De Blauwe Garde was een elitekorps in het leger van de Verenigde Provinciën. De naam is afkomstig van de opvallende blauwe uniformen waarin men ten strijde trok. De gardisten vochten onder andere in veldslagen als de Slag aan de Boyne, Slag bij Fleurus (1690) en het Beleg van Limerick (1690). Van 1688 tot 1699, tijdens de Negenjarige Oorlog, dienden ze in Engeland in de wacht van Willem III van Oranje. Na zijn dood keerde het korps terug naar de Nederlanden, waar het een niet onbelangrijke rol ging spelen in de Spaanse Successieoorlog.